# Schaefferia quinqueoculata
Schaefferia quinqueoculata is een springstaartensoort uit de familie van de Hypogastruridae. De wetenschappelijke naam van de soort is voor het eerst geldig gepubliceerd in 1956 door Yosii.